# Vasylkiv
Vasylkiv (ukrainsk udtale: [væsɪlkiv], ukrainsk: Васильків) er en by beliggende ved floden Stuhna (Стугна) i Obukhiv rajon i Kyiv oblast (provins) i det centrale Ukraine. Administrativt er den en by af regional betydning. En bebyggelse med en over 1000 år gammel historie, den blev indlemmet som by i 1796. Byen har været vært for Vasylkiv Air Base siden Den kolde krig. Den er i dag et industrielt center, der producerer elektriske apparater og lædervarer.
I 2024 havde byen 39.084 indbyggere.

## Historie
Vasylkiv blev grundlagt i 988 e.Kr. og befæstet i det 11. århundrede. Ifølge Nestorkrøniken var det stedet, hvor Vladimir den Stores mange koner boede. Efter Dåben af Rus (en) byggede Vladimir der en fæstning og opkaldte den Vasilev efter sin skytshelgen, Sankt Basileios (Vasilij).

### 2022
Tidligt om morgenen den 26. februar 2022 landede russiske invasionsstyrker i nærheden af byen i et forsøg på at sikre Vasylkiv Air Base, hvilket resulterede i Slaget om Vasylkiv.  Ifølge byens borgmester Natalia Balasinovich var kampene senere samme dag faldet til ro, og Ukraine var stadig i besiddelse af byen. 
Om morgenen den 27. februar 2022 slog russiske styrker til mod et olielager i byen, hvilket førte til store eksplosioner og brande.

## Galleri
- En gade i centrum af Vasylkiv.
- Bypanorama.
- Rester af de middelalderlige forsvarsmure i byen.
- Sankt Antonius og Theodosius-katedralen i Vasylkiv (arkitektur fra det 18. århundrede).
- Sankt Nicholas-kirken i Vasylkiv (arkitektur fra det 18. århundrede).
- Forhenværende synagoge, senere "Vasylkiv-2" jernbanestationsterminal (arkitektur fra det 19. århundrede).
- Stuhna-floden i Vasylkiv.
- Vasylkiv Air Force College-bygning.
- En af Vasylkivs skoler.
- Danseundervisning for børn i Vasylkivs kulturhus.